# Lupus (glasbena skupina)
Lupus je bila slovenska black metal skupina, ustanovljena v Ljubljani leta 1996. Sestavljal jo je duo pod psevdonimom Igor Wert in Mitja Occultlord. V svoji zgodovini je izdala en demo leta 1999, potem pa se je razpustila. Člana sta poiskala priložnosti v drugih metal skupinah. Točen datum razpada ni znan. Lupus v latinščini pomeni "volk".

## Zgodovina
Skupina je nastala leta 1996, tri leta pozneje pa je sledil prvi in hkrati zadnji demo z naslovom The Geniirising. Po razpadu je Igor Nardin (v Lupus pod psevdonimom Igor Wert) nadaljeval z delov v svoji primarni slovenski black metal skupini Noctiferia. O drugem članu, Mitji, več ni znanega.

## DemoThe Geniirising
Leta 1999 je v samozaložbi izšel edini demo z naslovom The Geniirising, ki je vseboval štiri pesmi, tri od tega zapete v angleščini, ena pa v sloveščini. Vsebina besedil temelji na naravi, predvsem gozdovih, ki so tipični motiv black metala, in mizantropiji.

### Seznam pesmi
| Št.             | Naslov                                     | Dolžina |
| --------------- | ------------------------------------------ | ------- |
| 1.              | „A Walk into Unfriendly Summits‟           | 7:30    |
| 2.              | „Pod sencami vejevja‟                      | 7:40    |
| 3.              | „Starring Through the Window of Mysteries‟ | 6:10    |
| 4.              | „Calls from the Natural Dungeon‟           | 7:30    |
| Skupna dolžina: | Skupna dolžina:                            | 28:50   |

## Člani skupine
- Igor Wert – vsi inštrumenti
- Mitja Occultlord – vokal

## Diskografija
- The Geniirising  (demo, 1999)